# 菊水山駅
菊水山駅（きくすいやまえき）は、兵庫県神戸市北区山田町下谷上字中一里山にあった神戸電鉄有馬線の駅（廃駅）である。
2005年（平成17年）3月26日から営業を休止し、施設撤去費用の計上が困難で廃止せずにいたが、利用客が見込めないことから2018年（平成30年）3月23日に廃止された。

## 概要
六甲山中の緑深い山腹の標高173メートルに位置する駅で、「秘境駅」として知られた。
周辺に住居や施設がほとんどない山中で利用客が極端に少なく、基本的には鈴蘭台駅止まりなどの区間列車が2時間に1本程度停車したが、西鈴蘭台駅折り返し列車が減少した2001年6月のダイヤ改正以降は、例外的に有馬温泉駅・志染駅・押部谷駅発着の普通列車の一部も停車した。停車列車は、到着後に極めて短時間で車両のドアの開閉と出発合図の吹鳴を行い発車した。近隣の神戸電鉄主要駅は、通過列車について菊水山駅に停まらない旨を案内し、当駅停車列車に限り「各駅停車」と案内した。また、2001年に粟生線、2004年に有馬線でワンマン運転を開始した後もワンマンカーは一切停車せず、当駅に停車する各駅停車は必ず車掌が乗務し、更には車内自動放送も行われなかった。
無人駅で自動改札機などは設置しておらず、下車時は車掌や運転士に乗車券を手渡し、乗車時は車掌から手書きの乗車証明書を受け取り降車駅で運賃を精算した。

## 歴史
有馬線建設当時一番難航した区間で、片側に烏原川、一方は急斜面で、複雑な花崗岩質の山腹を切り開くトンネルの工事もあった。2008年に水害対策として建設された石井ダムも完成している。ダム建設の過程で路線が付け替えられて菊水山駅北側に旧線のトンネルが残る。

### 年表
- 1940年（昭和15年）10月5日：神戸有馬電気鉄道の駅として開業[5]する。
- 1947年（昭和22年）1月9日：三木電気鉄道と会社が合併して神有三木電気鉄道の駅となる[6]。
- 1949年（昭和24年）4月30日：社名変更により神戸電気鉄道の駅となる[6]。
- 1988年（昭和63年）4月1日：社名変更により神戸電鉄の駅となる[6]。
- 2005年（平成17年）3月26日：営業休止[1][6]。
- 2018年（平成30年）3月23日：廃止[1][2][3]。

## 駅構造
相対式ホーム2面2線を有する地上駅で、ホーム有効長は5両分の無人駅であった。
駅出入口は新開地方面行上りホームの北寄り鈴蘭台方に接続しており、鈴蘭台方面行下りホームと出口や上りホームの往来は、ホーム北寄りにある構内踏切を利用していた。
上りホームにのみ屋根の付いた簡易的な待合所とベンチが設置されていた。駅舎は存在しなかったが、用途不明の小さいプレハブが建っていた。自動券売機やスルッとKANSAI関連機器は廃止まで設置されなかった。
駅出口から階段と道を100メートルほど進むと、烏原川沿いの市道へ至る。

### のりば
| （西側） | ■有馬線 （下り） | 鈴蘭台・谷上・有馬口・有馬温泉・西鈴蘭台・木幡・押部谷・志染方面 |
| （東側） | ■有馬線 （上り） | 湊川・新開地方面                                                 |

※ホーム番号は設定されていない。

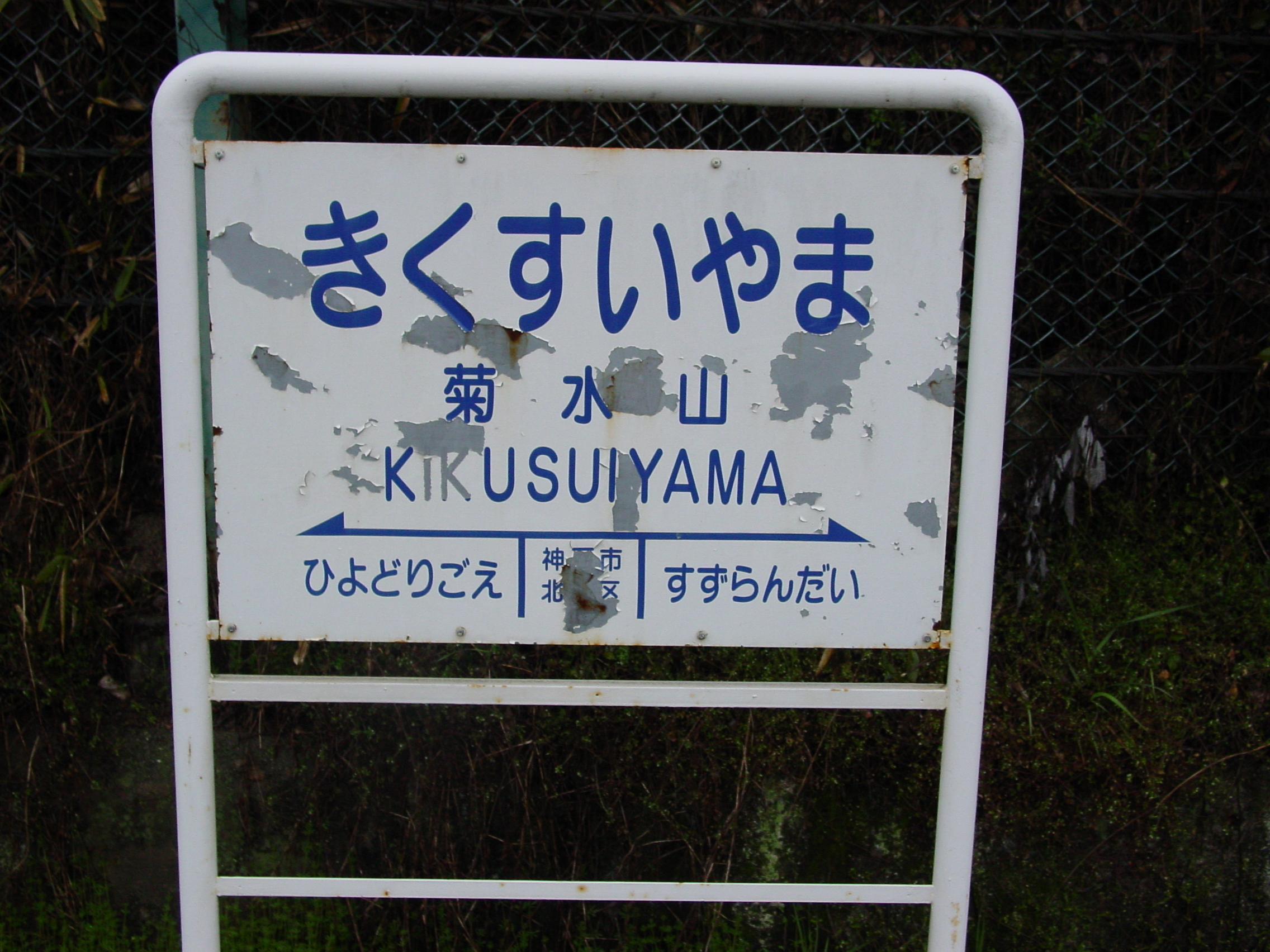
駅名標
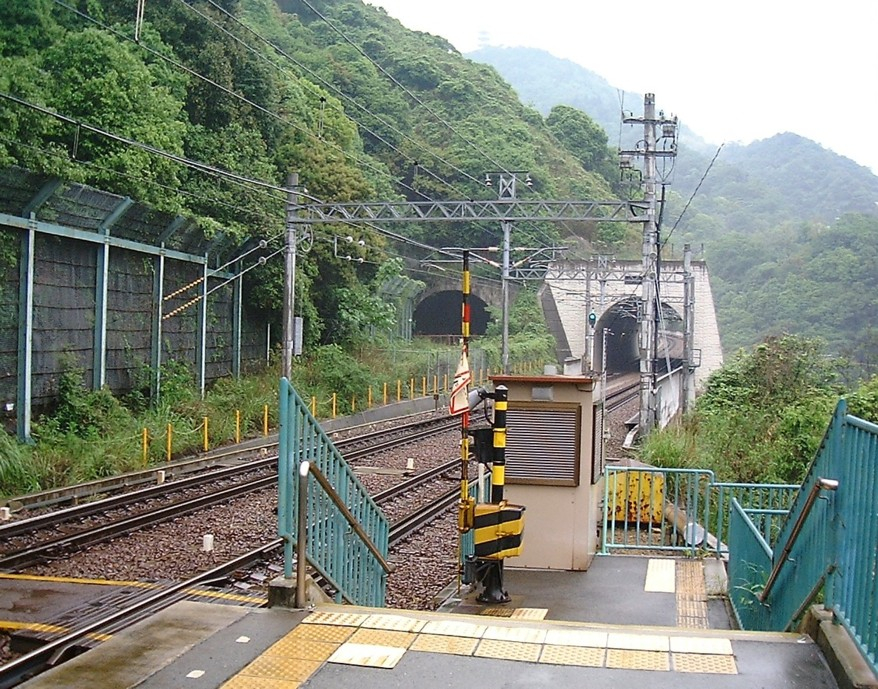
菊水山駅上りホーム北端から。左側トンネルは旧線跡
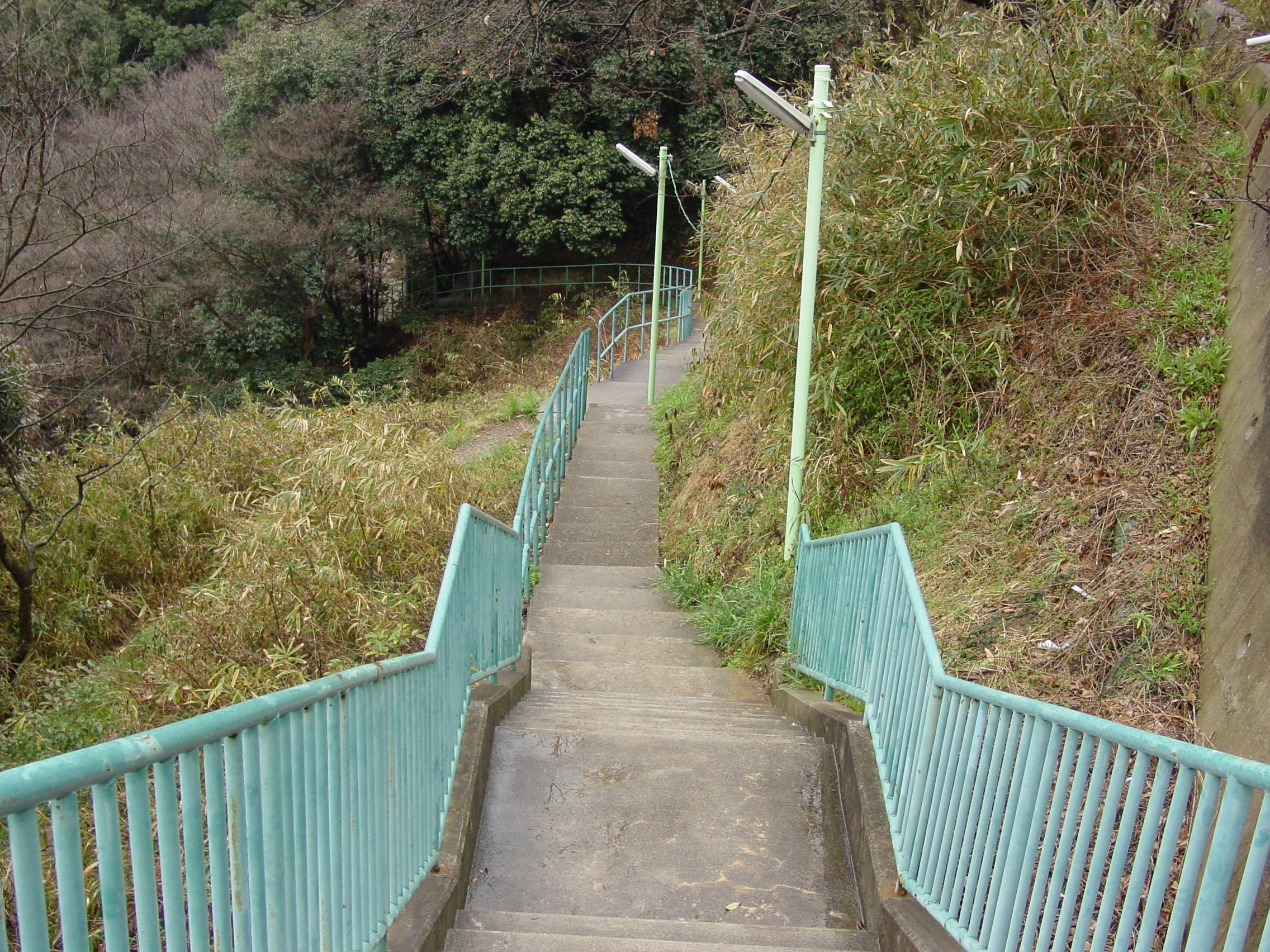
地平部に降りる階段

## 利用状況
- 神戸市下水道局の鈴蘭台下水処理場へ通勤する職員が利用したが、業務が省人化されて乗降客が激減した。
- 駅から菊水山方面などへハイキングコースがあるが停車列車が少なく、行楽期の休日に停車列車から多くのハイカーが下車した。
- 2004年の平日調査での1日あたりの乗車人員は18人だった[2]。

## 駅周辺
- 菊水山[2] - 隣の鵯越駅から菊水山と再度山を経て摩耶山へ至るルートは、神戸を代表するハイキングコースの1つである。
- 菊水ゴルフクラブ - 直線距離で最寄り駅となるが、至る経路が無い。有馬街道を経由して至る神戸駅が実質的な最寄り駅で、クラブのウェブサイトが案内している。
- 石井ダム
- 廃止時は周囲に民家はなかった[2]。
- 菊水山展望台 - 菊水ゴルフクラブ同様に菊水山地域の施設であるが、直接至る経路が無い。

## 廃止後の状況
2018年5月18日付のデイリースポーツによると、上りプラットホームの椅子や木材部分は撤去されたが、プラットホーム自体や屋根、手すりや階段は残されている。神戸電鉄によるとそれ以上の撤去の予定は無いとしている。また、駅へ向かう道には立ち入り禁止のボードがあり中に入ることはできず、神戸電鉄も駅への立ち入り禁止を告知している。

## その他
- テレビドラマの撮影などにも使用されたことがある。

## 隣の駅
神戸電鉄
有馬線
普通 （2005年3月25日まで一部列車のみ停車）
鵯越駅 (KB05) - 菊水山駅 - 鈴蘭台駅 (KB06)